# La Casa Blanca (Piera)
La Casa Blanca és una obra del municipi de Piera (Anoia) inclosa en l'Inventari del Patrimoni Arquitectònic de Catalunya.

## Descripció
Masia envoltada per un mur de tancament. Té un edifici principal i diversos cossos adossats (corrals, cups, cellers...) L'edifici principal està format per planta baixa, pis i golfes. A la planta baixa la porta és de punt rodó amb dovelles. En el pis s'hi obra una galeria a l'angle de ponent d'arcs de punt rodó, i a la façana tres balcons i a les golfes tres òculs. La façana presenta una composició totalment simètrica donada per les obertures. Es corona amb un frontó més alt i circular en el punt central on hi havia hagut un rellotge de sol La façana està pintada imitant carreus de pedra.

## Història
S'havia anomenat Mas de les Pereres. El 1659 habitava la casa en Joan Canals. El 1917 comprà la casa la família Cantí, els que feren la restauració de la façana. En els corrals hi ha la inscripció amb la data del 1818 i en el pou del pati la de 1821.